# Chevrolet Orlando (2018)
Chevrolet Orlando ― компактвен з місткістю від 5 до 7 людей, що вироблявся з 2018 по 2023 підрозділом Chevrolet компанії General Motors в Китаї . На інших ринках продають перше покоління Orlando.

## Опис

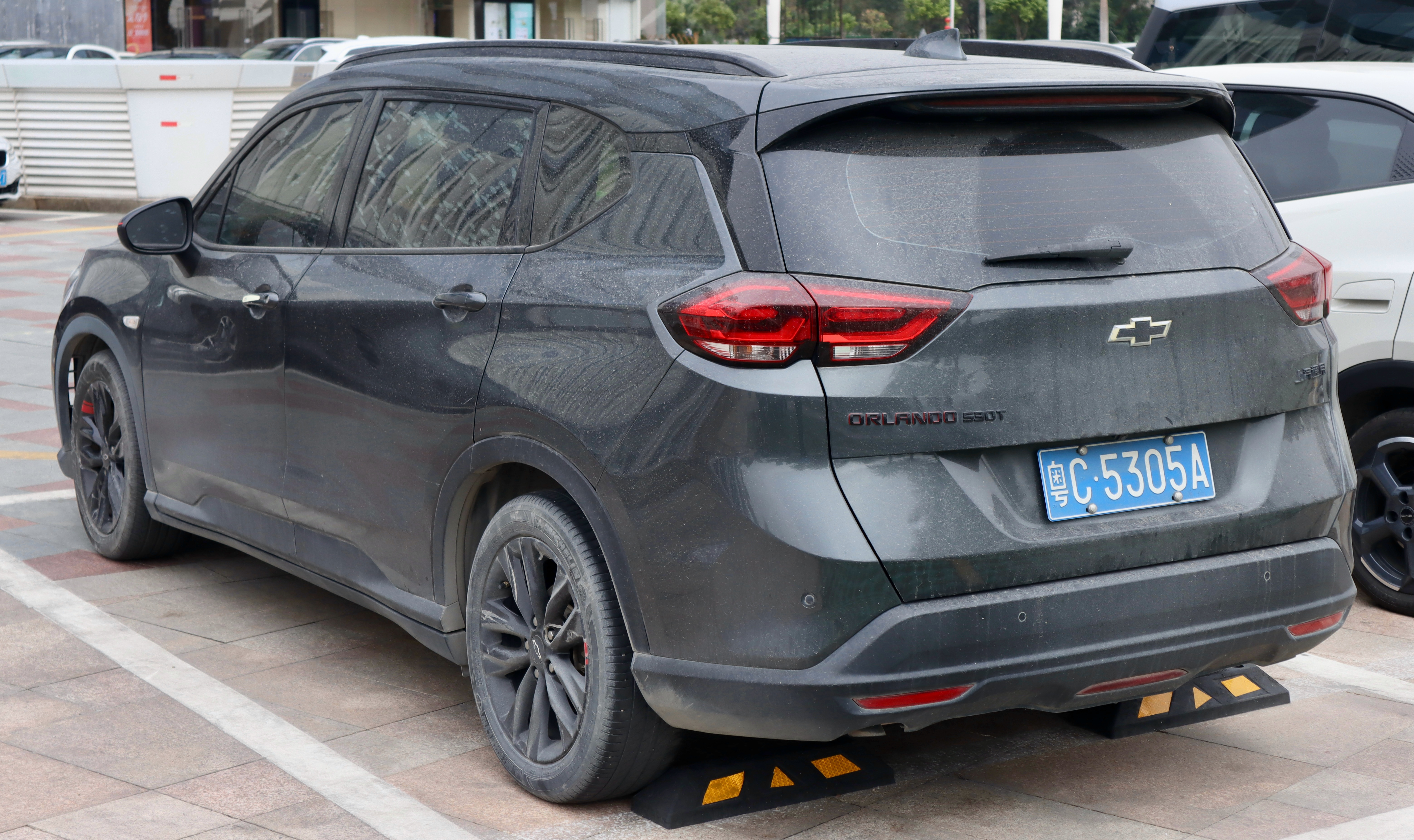
Вид ззаду

Вперше друге покоління Chevrolet Orlando було показано наприкінці серпня 2018 року в Ченду. Початок продаж був у вересні 2018 року. Orlando є першим автомобілем Chevrolet, що продавався в Китаї в комплектації "Redline". В 2017 році в автосалоні в Шанхаї був показан концепт-кар Chevrolet FNR-X  .
Довжина авто йе 4684 мм, ширина – 1807 мм, висота – 1628 мм, колісна база – 2796 мм. Світлотехніка авто світлодіодна. Також  у авто є скляний панорамний дах . При розкладених сидіннях заднього ряду об'єм багажного відділення становить 109 л, при складених сидінь останього ряду – 479 л, а при складених сидінь другого та останього ряду – 1520 л.

## Технічні характеристики
Друге покоління Chevrolet Orlando вироблялось на платформі D2XX . Авто оснащувалося 1,3-л бензиновим турбодвигуном GM E-Turbo потужністю 120 кВт (163 к. с.) і крутним моментом 230 Нм, що розвиває швидкість до 190 км/год. Двигун поєднувався в парі з 6 ступ МКПП або АКПП. 
З червня 2020 року випустили гібридну версію з бортовою мережею напругою 48 В  . Потужність електродвигуна становить 8 кВт, а крутний момент становить — 40 Н·м. Використовувался літій-залізо-фосфатний акумулятор (LiFePO 4 ) .
|                               | 530T                    | 530T (гібридний)        |
| ----------------------------- | ----------------------- | ----------------------- |
| Роки виробництва              | 2018—2020               | 2020—2023               |
| Характеристики двигуна        |                         |                         |
| Тип                           | Бензиновий (R3)         | Бензиновий (R3)         |
| Наддув                        | Турбонаддув             | Турбонаддув             |
| Ступінь стиснення             | 9,5:1                   | —                       |
| Обсяг                         | 1349 см³                | 1349 см³                |
| Потужність при об/мин         | 120 кВт (163 к.с.)/5500 | 120 кВт (163 к.с.)/5500 |
| Крутний момент при об/хв      | 230 Н⋅м/1800—4400       | 230 Н⋅м/1800—4400       |
| Динамические характеристики   |                         |                         |
| Привод                        | Передній                | Передній                |
| Трансмісія                    | 6-ступ. МКПП            | 6-скор. АКПП            |
| Трансмісія (опціонально)      | 6-ступ. АКПП            | —                       |
| Массогабаритні характеристики |                         |                         |
| Максимальна швидкість         | 190 км/г [190 км/г]     | [190 км/г]              |
| Розгін до 100 км/г            | — [9,7 сек.]            | [—]                     |
| Витрата палива (л/100 км)     | 6,3 л [6,7 л]           | [6,1 л]                 |
| Масса                         | 1460 кг [1495 кг]       | [1470—1520 кг]          |
| Обсяг бака                    | 45 л                    | 45 л                    |

Важність у квадратних дужках відносяться до моделей з АКПП